# Coccorchestes huon
Coccorchestes huon är en spindelart som beskrevs av Balogh 1980. Coccorchestes huon ingår i släktet Coccorchestes och familjen hoppspindlar. Inga underarter finns listade i Catalogue of Life.